# Elea (Epiro)

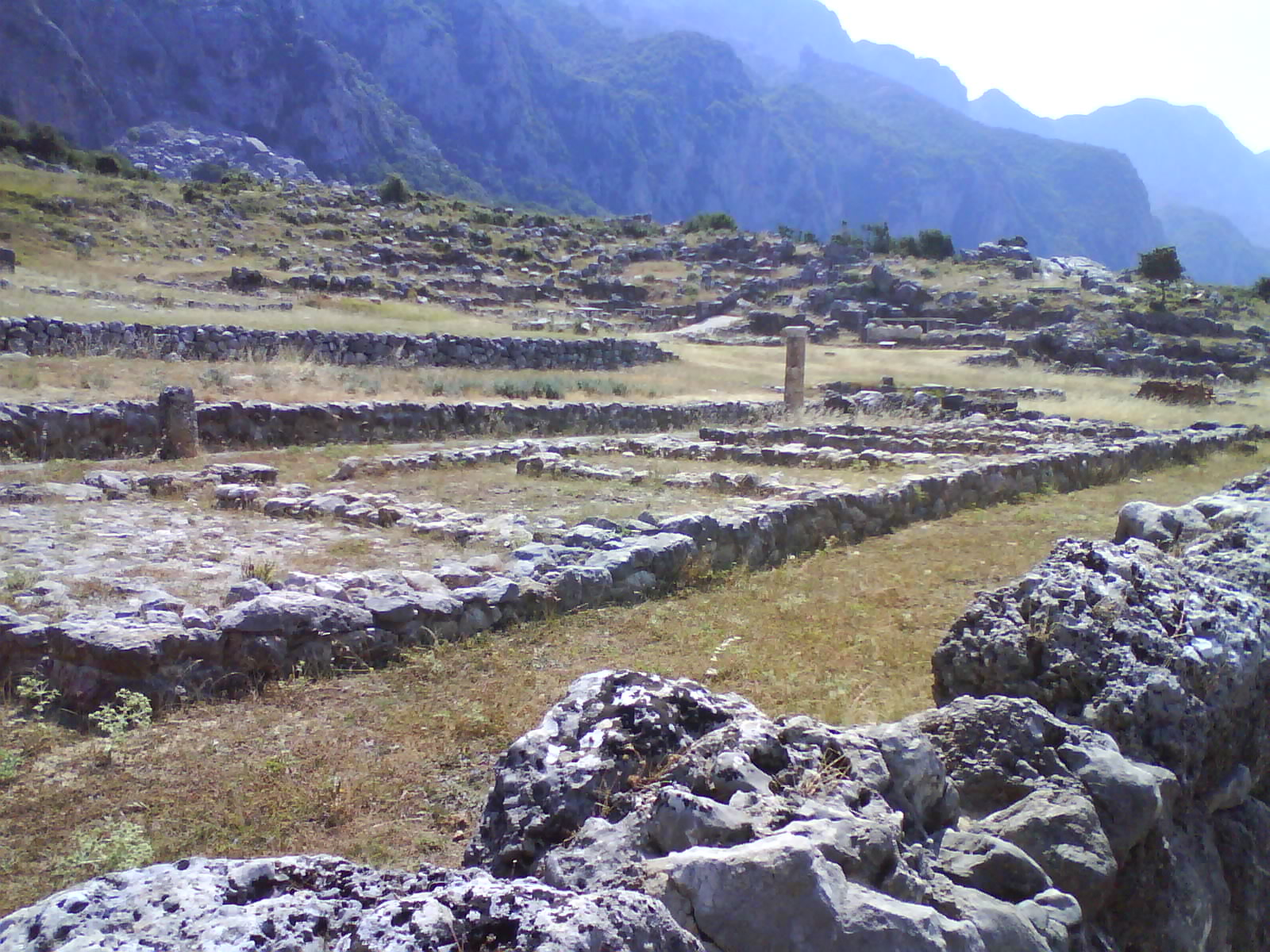
Ruinas del Agora de Elea.

Mapa con la ubicación aproximada de algunas de las principales ciudades del antiguo Epiro donde se aprecia la situación de Elea, al suroeste de Dodona.

Elea (en griego: Ἐλέα) fue una antigua ciudad griega en la región de Epiro.
Tucídides señala que en Tesprotia, en el territorio de Elea, se encontraba la ciudad de Éfira. En el Periplo de Pseudo-Escílax se afirma que Elea era el principal puerto de Tesprotia, situado en la confluencia del río Aqueronte.
Se han hallado monedas de Elea con la inscripción «ΕΛΕΑΤΑΝ» o «ΕΛΕΑΙ» que se han fechado aproximadamente entre 360 y 335 a. C. Se identifica con unos restos arqueológicos situados cerca de la actual Veliani.